# Pickering Castle
Pickering Castle er en motte-and-bailey-fæstning i Pickering, North Yorkshire, England. Det var oprindeligt en tømmerfæstning, der blev opført efter den normanniske erobring af England fra 1069–1070, men den nuværende fæstning blev opført mellem 1180-1187, og keepet blev opført 1216-1236.
Den er godt bevaret, og var en af de få borge, der stort set ikke blev påvirket af rosekrigene i 1400-tallet og den engelske borgerkrig i 1600-tallet, hvor mange andre borge blev ødelagt.
Det er et Scheduled monument og er åben for offentligheden.